# 皎勃東
皎勃東（Kyaukpadaung，[tɕaʊʔ bə dáʊɴ mjo̰]），又譯乔克巴当，是緬甸中部曼德勒省的一個城鎮，也是截至2012年5月時緬甸全國第三大的城鎮。

## 名稱
「皎勃東」這個名稱由三個緬語字組成，分別是：
- 「皎」（Kyauk）：意思就是石塊；
- 「勃」（Pann）：意思就是花；
- 「東」（Taung）：意思就是籃子；

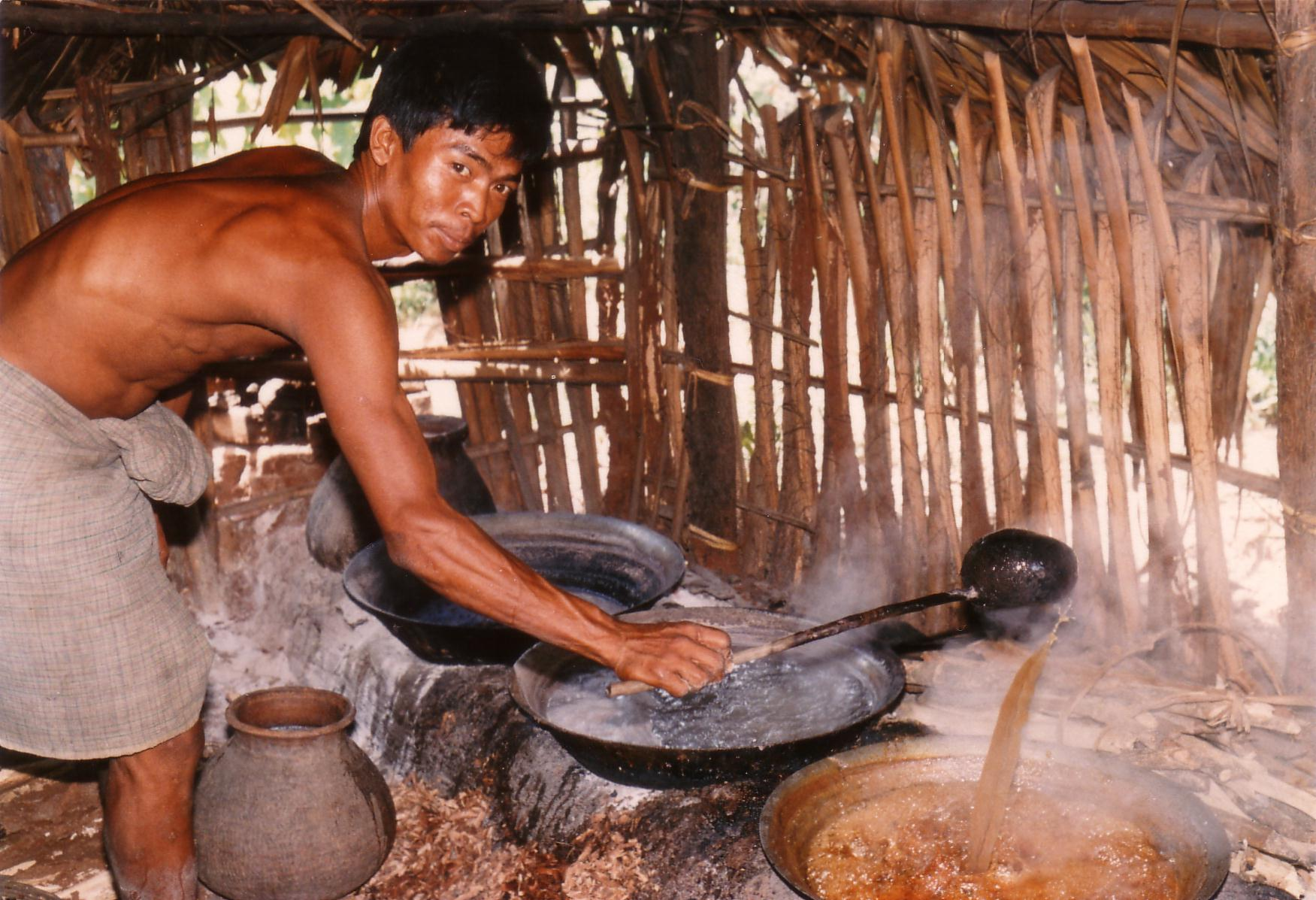
位於皎勃東附近的波帕山自古以來都是重要的石蜜生產地。

此外，皎勃東還有「石蜜之城」（ထန်းညက်）的外號。石蜜即，是一種不把糖蜜與結晶糖分離的原糖。位於皎勃東以東10公里的波帕山，自古以來都是重要的石蜜生產地。當地居民會採集一種棕櫚科植物的樹液，並以之來提煉石蜜。

## 地理
皎勃東位於死火山波帕山以西10公里，鄰近都是丘陵地區。

## 交通
皎勃東無論是鐵路或公路在第二次世界大戰開始不斷完善，有定線車輛開往鄰近城鎮。皎勃東位處於前首都仰光至第二大城市曼德勒的高等级公路上，同時亦通往敏建跟密铁拉。皎勃東距曼德勒有200多公里，車程約4小时。

## 通信
In 1994, telephone system was upgraded, from Manual Switching Exchange to Auto Telephone System. Local Area Code is 061, it was same as Chauk.

## 氣候
皎勃東位處於乾熱地帶，雨量稀少，全年總降雨量少於1000 mm。夏季的氣溫：最高36～39度，最低25～28度；冬季的氣溫：最高30～31度，最低19～23度。波帕地區是緬甸中部的一個綠洲。

## 外部連結
- Maplandia.com的衛星圖片 （页面存档备份，存于）